# OTs-14 Groza
El OTs-14 «Groza»  (en ruso: ОЦ-14 "Гроза", lit. '"Tormenta"') es un fusil de asalto tipo bullpup diseñado en la Federación Rusa que dispara el cartucho 7,62 x 39 y el cartucho subsónico 9 x 39. Fue desarrollado en la década de 1990 en el TsKIB SOO (Centro de Diseño e Investigación de la Oficina de Armas de Caza y Deportivas) de Tula, Rusia.
El arma es coloquialmente llamada OC-14, u OTs-14 "Groza" ("Tormenta eléctrica"). El OTs-14-4A "Groza-4" tiene una variante, denominada TKB-0239 (ТКБ-0239), también conocida como OTs-14-1A "Groza-1", y que emplea el cartucho 7.62×39mm.

## Historia
El trabajo en el proyecto del OTs-14-4A empezó en diciembre de 1992. Los diseñadores principales del arma fueron Valery Telesh, responsable de los lanzagranadas acoplados GP-25 y GP-30, y Yuri Lebedev. El equipo se planteó diseñar un sistema de armas integrado que incorporase las mejores características de un arma de combate a corta distancia en una sola arma, usando como base el AKS-74U. Los prototipos estuvieron listos en menos de un año y el arma estaba lista para entrar en producción a inicios de 1994.
Fue presentado por primera vez al público en la feria MILPOL de Moscú en abril de 1994, siendo adoptado por el Ministerio del Interior de Rusia al poco tiempo. El éxito del OTs-14-4A en manos del personal del Ministerio del Interior atrajo la atención del Ministerio de Defensa de Rusia, que también necesitaba un arma similar. Luego de un período de pruebas, el arma fue adoptado para los Spetsnaz, algunas unidades aerotransportadas y unidades de primera línea especializadas, tales como los ingenieros de combate. El arma fue originalmente ideada para utilizar cualquiera de los siguientes cartuchos: 5,45 x 39, 5,56 x 45 OTAN, 7,62 x 39 o 9 x 39. Esta idea fue descartada y el fusil de asalto fue originalmente calibrado para el cartucho 9 x 39, a fin de cumplir las especificaciones del Ministerio del Interior para un arma de combate a corta distancia que sería desplegada en Chechenia.

## Detalles de diseño

### Mecanismo de funcionamiento
El OTs-14-4A es un arma basada en el AKS-74U, que emplea el cartucho 5,45 x 39. Es un fusil con selector de disparo, alimentado mediante cargador y enfriado por aire. Es accionado por los gases del disparo a través de un pistón y tiene cerrojo rotativo.

### Características
El OTs-14-4A comparte el 75% de sus piezas con el AKS-74U. Las piezas básicas del arma son directamente prestadas del fusil de asalto AKS-74U y ligeramente modificadas, simplificando en general el diseño y abaratando considerablemente el arma. El arma tiene un diseño modular que le permite ensamblar una de sus cuatro versiones dependiendo de la misión asignada. Tiene una configuración bullpup para una mayor portabilidad y equilibrio. El pistolete ha sido desplazado hacia adelante, haciendo al fusil de asalto compacto y adecuado para porte oculto, siendo tan equilibrado que puede dispararse con una sola mano, como una pistola.
El arma dispara a cerrojo cerrado y tiene un mecanismo de disparo del tipo martillo. Tiene un conjunto de gatillo; el selector de tres posiciones/seguro manual en el lado izquierdo del cajón de mecanismos selecciona el modo de disparo del fusil o el lanzagranadas, además de asegurarlos. El fusil de asalto está equipado con mecanismos de puntería alojados en su asa de transporte, que consisten en un alza tangencial graduada para alcances desde 50 m a 200 m, así como un punto de mira tipo poste. El lanzagranadas es apuntado mediante un alza plegable.
El arma también acepta varias miras ópticas, inclusive la mira telescópica PSO-1 que se monta directamente en el asa de transporte, o, como en los primeros modelos, en un riel del lado izquierdo del cajón de mecanismos. El OTs-14-4A también tiene un alza nocturna en cola de milado que acepta todas las miras nocturnas.

### Accesorios
El Groza es suministrado dentro de un maletín de transporte hecho de aluminio que incluye equipos y accesorios para adaptar el arma a diversas situaciones tácticas. Dentro de la maleta hay dos pistoletes y conjuntos de gatillo diferentes, uno para usarse con el lanzagranadas modificado GP-25/30 y el otro para cuando no se acopla el lanzagranadas. Cuando el lanzagranadas está instalado, tanto el fusil como el lanzagranadas son operados con un solo gatillo.
La palanca del selector en el lado izquierdo del pistolete cerca del guardamonte le permite al tirador seleccionar entre los cañones del fusil y el lanzagranadas. Cuando el lanzagranadas no está acoplado, es reemplazado por una empuñadura vertical. En el juego estándar también está incluido un silenciador, así como un cañón corto de cambio rápido para usarse con el silenciador o cuando se precisa un fusil del menor tamaño posible.

### Variantes

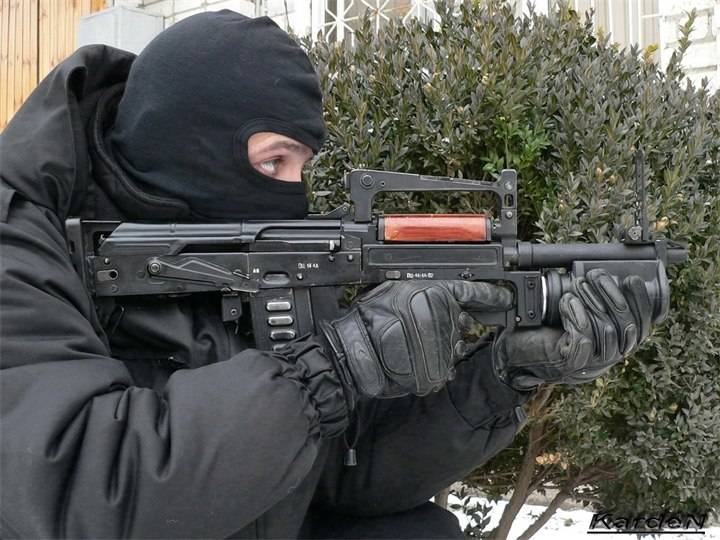
Una OTs-14 Groza.

- OTs-14-1A Groza-1 - Modelo principal calibrado para el cartucho 7,62 x 39 M43; utiliza los mismos cargadores que los fusiles AK-47/AKM. Originalmente un arma experimental, fue posteriormente adoptado por el Ejército en 1998 para ser empleado por sus tropas aerotransportadas, Spetsnaz e ingenieros de combate. Tiene más poder de parada y alcance que la versión subsónica, pudiendo emplear munición más barata y disponible de los depósitos.
  - OTs-14-1A-01 - Carabina, con cañón corto y empuñadura vertical.
  - OTs-14-1A-02 - Carabina especial, con cañón corto roscado para instalarle un silenciador.
  - OTs-14-1A-03 - Carabina de francotirador, con cañón corto roscado para instalarle un silenciador y un riel para mira telescópica sobre el asa de transporte/mecanismos de puntería.
  - OTs-14-1A-04 7,62/40 - Variante con cañón largo y lanzagranadas acoplado GP-30.

- OTs-14-2A - Modelo experimental calibrado para el cartucho 5,45 x 39 M74. No fue adoptado debido a su poco poder de parada en comparación con los modelos calibre 7,62 mm y 9 mm.

- OTs-14-3A - Modelo experimental calibrado para el cartucho 5,56 x 45 OTAN. No fue adoptado ni entró en producción debido a la falta de interés de las Fuerzas Armadas de Rusia y de los clientes extranjeros de la empresa.

- OTs-14-4A Groza-4 - Modelo principal calibrado para el cartucho subsónico 9 x 39; utiliza los mismos cargadores de 20 cartuchos del fusil de asalto AS Val ("Shaft") y del fusil de francotirador VSS Vintorez ("Cortahilo"). Fue adoptado en 1994 por las tropas especiales OMON del Ministerio del Interior de Rusia.
  - OTs-14-4A-01 - Carabina con cañón corto y empuñadura vertical.
  - OTs-14-4A-02 - Carabina especial, con cañón corto roscado para instalarle un silenciador.
  - OTs-14-4A-03 - Carabina de francotirador, con cañón corto roscado para instalarle un silenciador y un riel para mira telescópica sobre el asa de transporte/mecanismos de puntería.
  - OTs-14-4A-04 9/40 - Variante con cañón largo y lanzagranadas acoplado GP-30.

## Ventajas de empleo
- Siendo un arma compacta de diseño bullpup y relativamente ligera, ofrece un buen equilibrio y tiene poca elevación del cañón al disparar en modo automático.
- Es tan fiable como el AK-47, ya que está basado en el mismo diseño.
- Los cartuchos subsónicos 9 x 39 SP-5 y SP-6, junto al silenciador acoplable, producen disparos muy silenciosos.
- La bala de 9 mm y 16 g (250 granos) tiene un gran poder de parada y una gran letalidad.
- Su buena precisión, junto con el alto daño y penetración de las balas, además de una adecuada cadencia de disparo, le posibilita enfrentarse a blancos equipados con chalecos antibalas Clase 3 (Tipo II), así como blancos puestos a cubierto.
- Su diseño modular le permite modificarlo como fusil de asalto, fusil de asalto para combate a corta distancia, lanzagranadas y fusil de francotirador.
- La velocidad de los cartuchos subsónicos 9 x 39 hace que el Groza sea viable en situaciones de combate a corta distancia.

## Desventajas operativas
- El corto radio de los mecanismos de puntería hace que sea difícil de apuntar. La trayectoria curva de la bala de 9 mm dificulta elegir el punto de impacto.
- El formato bullpup hace que sea difícil cambiar los cargadores.
- La versión que usa cartuchos subsónicos 9 x 39 tiene un cargador de solo 20 cartuchos.
- El empleo de un solo gatillo para el fusil de asalto y el lanzagranadas, hace que sea lento pasar del lanzagranadas al fusil de asalto y viceversa.
- Los rieles laterales para distintas miras ópticas y telescópicas deben ser instalados por separado.
- Las variantes sin lanzagranadas tienen su centro de gravedad desplazado.
- Los tiradores zurdos no pueden usarlo, porque la ventanilla de eyección está situada en el lado derecho del arma.
- El centro de gravedad del fusil es su pistolete, que ejerce peso sobre la mano derecha y reduce la precisión.